# Taraka thalaba
Taraka thalaba är en fjärilsart som beskrevs av Hans Fruhstorfer 1922. Taraka thalaba ingår i släktet Taraka och familjen juvelvingar. Inga underarter finns listade i Catalogue of Life.